# 河村香螺
河村香螺（学名：Hemifusus kawamurai），是新腹足目香螺科Hemifusus属的一种。主要分布于台湾，常生活于温带及热带海域50－100米深的沙泥底。

## 型態特徵
殼中等，外形為細長的菱形，殼淡橙褐色，外被有黃褐色絨布狀的殼皮，在乾燥的環境中，殼皮很容易剝落。螺塔稍高，而形成高圓錐形。約有9個螺層，最初的2螺層為平滑的胎殼，以下的螺層逐漸膨脹。螺層上有多數的螺肋，各螺肋間只有一條細的間肋。縱肋在最初的3-4螺層較為清楚，肩角有結瘤突起，到了體螺層的結瘤突起，逐漸長大變成管狀的棘刺突起。體螺層約佔殼長的2/3，殼口寬廣，一直延伸到前水管溝，殼口外唇有明顯的肩角，殼口內軸唇平滑，縫合帶明顯，但不具臍孔，具長葉狀的角質口蓋。